# Pala dell'altare maggiore di Verderio
La pala dell'altare maggiore di Verderio è un'opera d'arte conservata nella chiesa parrocchiale dei Santi Giuseppe e Floriano a Verderio Superiore, frazione del comune di Verderio, in provincia di Lecco. Si tratta di un polittico realizzato nel 1499 e penultima opera del pittore pinerolese Giovanni Canavesio. Articolato in 31 scomparti, il soggetto principale è la Vergine col Bambino.

## Storia

### Esecuzione e destinazione originale
Il polittico, portato a termine il 20 marzo 1499, fu eseguito per la chiesa di San Dalmazzo a Pornassio (IM), comune nell'alta valle dell'Arroscia presso il Colle di Nava.
L'opera fu poi acquistata dalla famiglia Gnecchi-Ruscone alla fine del XIX per essere trasferita nella chiesa parrocchiale di Verderio Superiore, allora in costruzione.

## Descrizione

### Analisi
L'opera, caratterizzata da elementi tardogotici, è articolata in 31 scomparti con al centro, assisa in trono, la Vergine col Bambino. Sull'aureola d'oro si possono leggere le prime parole dell'Ave Maria.
Ai Suoi lati, coronati da baldacchini a rilievo dorati, le figure intere di quattro santi: San Dalmazio (come detto nell'iscrizione in latino, la pala è dedicata oltre che alla Vergine anche a questo santo, patrono di Pornassio), San Giovanni Battista, l'Arcangelo Michele e San Pietro.
Al di sopra, a mezzo busto, i quattro Dottori della Chiesa. Da sinistra: San Gerolamo, San Gregorio, Sant'Ambrogio, Sant'Agostino.
Nelle cuspidi al di sopra della cimassa sono raffigurate, sempre a mezzo busto, quattro sante: Santa Marta, Santa Caterina, Sant'Agata e Santa Lucia.
Al centro, sopra il trono della Vergine, la Deposizione di Gesù dalla Croce.
Questa grande rappresentazione centrale poggia su una predella dove prendono posto cinque scene della vita della Vergine: la visita ad Elisabetta, il Presepio, l'Adorazione dei Magi, la Presentazione al Tempio, la Fuga in Egitto. Ai due lati della predella i profeti Isaia e David.
L'opera è chiusa ai lati da due fasce verticali contenenti le figure intere di diversi santi, cinque su ogni lato (Antonio Abate, Raffaele, Nicola, Stefano, Bernardo, Sebastiano, Maria Maddalena, Lorenzo, Martino). Alcuni di essi voltano le spalle alla Vergine facendo supporre che il polittico sia stato smembrato e ricostruito in maniera non originale.
La cornice imponente che regge l'opera appare rifatta in alcuni punti, ma il disegno d'insieme si riconduce perfettamente alla pittura ligure del Quattrocento, facendo uso fedele e dettagliato degli schemi della stessa.